# Saknad i strid 2
Saknad i strid 2 (engelsk originaltitel: Missing in Action 2: The Beginning) är en B-actionfilm från 1985 med Chuck Norris i huvudrollen. Filmen är en prequel till Saknad i strid (1984), och fick en uppföljare, Saknad i strid 3 (1988).

## Bakgrund
Filmen har sin bakgrund i ett tidigt filmmanus skrivet 1983 av James Cameron för filmen Rambo – First Blood II som cirkulerade i Hollywood. Saknad i strids handling är också mycket lik Rambos. De två första Saknad i strid-filmerna producerades parallellt och hade premiär innan uppföljaren till Rambo var klar, troligen för att kunna rida på Rambos popularitetsvåg. Ursprungligen skulle de komma i kronologisk ordning, men detta ändrades senare så att den första filmen gavs ut som film nummer två.

## Handling
Överste (Colonel) James Braddock (Chuck Norris) och hans kompani har blivit tillfångatagna under Vietnamkriget och sitter i ett nordvietnamesiskt fångläger styrt av överste Yin (Soon-Tek Oh). Vietnameserna torterar de amerikanska krigsfångarna och tvingar dem att odla opium åt den franska narkotikahandlaren François (Pierre Issot). Yin försöker att övertala Braddock att erkänna en lång lista med krigsbrott. En av de amerikanska fångarna drabbas av malaria men blir injicerad med opium i stället för antibiotika och dör. Braddock måste nu fly och rädda sina medfångar från Yin.

## Skådespelare
- Chuck Norris – Överste James Braddock
- Soon-Tek Oh – Överste Yin
- Steven Williams – Kapten David Nester
- Bennett Ohta – Kapten Ho
- Cosie Costa – Mazilli
- Joe Michael Terry – Opelka